# Torreón de Gando
El torreón de Gando es una fortificación situada en la península de Gando de la costa del municipio español de Telde, en la isla de Gran Canaria, Canarias.

## Historia
A lo largo de los siglos, el lugar ha sido ocupado por cinco fortificaciones distintas. La primera fue construida en torno a 1360 por un grupo de franciscanos de Aragón y Mallorca cuyo objetivo era la evangelización de los indígenas; sin embargo, fueron hechos prisioneros y asesinados y la torre fue destruida. La segunda fortificación data de 1457 y fue mandada construir por Diego de Herrera, pero los guanartemes, debido a los continuos desmanes de la guarnición, acabaron por incendiarla.
La tercera fortificación se levantó en 1459 con el objetivo de protegerse frente a los ataques portugueses, pero fue tomada por Diego de Silva hasta que, debido a las reclamaciones ante la monarquía portuguesa, fue devuelta en 1462. En 1554, toda vez que la isla ya formaba parte de la Corona hispánica, el gobernador Rodrigo Manrique ordenó construir la cuarta torre para protección contra los piratas. Finalmente, en el segundo tercio del siglo XVIII, Andrés Bonito de Pignatelli edificó la torre actual que sirvió, por ejemplo, en la defensa de la bahía frente al ataque británico de 1741 y en la defensa del navío El Canario. La guarnición se componía de dos soldados, uno de infantería y otro artillero, que eran reforzados por la noche por dos milicianos, pero en tiempos de guerra podía alojar hasta 30 soldados.
Desde finales del siglo XIX, ya sin utilidad militar, se usó como oficina de la Comandancia de Marina, cocina y almacén de pescadores. Entre 1956 y 1960 el Ejército del Aire la uso como polvorín y en 1972 se inició su restauración, hasta que en 1982 se inauguró como Museo de Aeronáutica Canaria.

## Descripción
Se trata de una torre circular cuyas dimensiones son 12 metros de diámetro y 10 en su explanada de hormigón, ocupando una superficie de unos 170 metros cuadrados. Sus muros son de mampostería, con un pilar central de seis metros de alto del cual arrancan ocho arcos; la bóveda es de sillería y posee un aljibe rectangular de un metro cuadrado. Al exterior presenta dos ventanas, una a cada lado de la puerta. Contaba con dos pisos; en el primero estaban la cisterna y el almacén de pólvora y víveres, mientras que el segundo alojaba a la tropa y daba acceso a la explanada de la terraza.
Se considera «gemelo» de la Torre de San Andrés en Tenerife; del torreón de San Pedro, en Gran Canaria; de la Torre del Águila en Lanzarote;  y de los castillos El Cotillo y Fuste, en Fuerteventura.